# Elizabeth H. Boone
Elizabeth Hill Boone (6 de septiembre de 1948) es una etnohistoriadora, historiadora del arte y académica estadounidense, especializada en arte precolombino, iconografía y códices de las civilizaciones mixteca y mexica, así como de otras del centro de México. Ha desarrollado un trabajo extenso en lo que se refiere a la escritura mexica, a su iconografía y a sus simbolismos.
Boone ha sido profesora de historia del arte en la Universidad de Tulane desde 1994 y ostenta la cátedra Martha y Donald Robertson de arte de América Latina. Es también investigadora asociada en la misma universidad.
En el año 2006 Boone tomó un año sabático para realizar investigaciones por cuenta de la Galería Nacional de Arte (National Gallery of Art Center for Advanced Study in the Visual Arts) en Washington D. C. Boone había sido previamente una Paul Mellon Senior Fellow en CASVA, en 1993–94.

## Biografía
Elizabeth Hill Boone estudió en The College of William & Mary in Williamsburg (Virginia), en donde obtuvo su licenciatura en artes en 1970. Después estudió historia del arte en la Universidad Estatal de California en Northridge y culminó su posgrado en la Universidad de Texas en Austin, obteniendo una maestría en 1974 y un doctorado en 1977.
Trabajó como investigadora asociada en la propia Universidad de Texas, ahora en San Antonio. En 1980 Boone inició sus trabajos para la biblioteca de Dumbarton Oaks en Washington D. C. donde fue nombrada directora de Estudios precolombinos y conservadora de la Colección Precolombina.
Desde 2006 pertenece al Consejo de asociados en estudios precolombinos de Dumbarton Oaks.
En 1995 Boone se trasladó a Nueva Orleans, Luisiana para asumir el profesorado en la Universidad de Tulane dando clases sobre historia e interpretación del arte mesoamericano, particularmente el mexica. Desde esa posición ha continuado la publicación de documentos sobre esos temas.
En 1990 Boone recibió la Orden del Águila Azteca, la más alta condecoración otorgada por el gobierno de México a un extranjero, por sus trabajos sobre las civilizaciones mesoamericanas.
En 2010 fue elegida presidente de la Sociedad Americana de Etnohistoria de los Estados Unidos.
Boone es miembro correspondiente extranjera de la Academia Mexicana de la Historia.

## Obra publicada
Entre los libros que Boone ha publicado, se encuentran (en inglés):
- The Codex Magliabechiano and the Lost Prototype of the Magliabechiano Group. Berkeley & Los Angeles: University of California Press. 1983.
- Incarnations of the Aztec Supernatural: The Image of Huitzilopochtli in Mexico and Europe. Transactions of the American Philosophical Society, vol. 79 part 2. Philadelphia, PA: American Philosophical Society. 1989. ISBN 0-87169-792-0. OCLC 20141678.
- Stories in Red and Black: Pictorial Histories of the Aztec and Mixtec. Austin: University of Texas Press. 2000. ISBN 0-292-70876-9. OCLC 40939882.
- Cycles of Time and Meaning in the Mexican Books of Fate. Joe R. and Teresa Lozano Long series in Latin American and Latino art and culture. Austin: University of Texas Press. 2007. ISBN 978-0-292-71263-8. OCLC 71632174.